# Chapter 2. Why So Serious? – The Misconceptions of Me
Chapter 2. Why So Serious? – The Misconceptions of Me (anteriormente Chapter 2. Dream Girl – The Misconceptions of Me) é a segunda parte do terceiro álbum de estúdio da boy band sul-coreana SHINee. É a segunda parte do álbum Dream Girl, sendo a primeira Chapter 1. Dream Girl – The Misconceptions of You. O integrante Jonghyun disse que a segunda parte de Dream Girl tem um toque mais sombrio e sonhador para ele em relação ao álbum anterior.

## Antecedentes
Chapter 2. Dream Girl – The Misconceptions of Me vai mostrar as nossas visões de mundo. Ela terá um som profundo e áspero.

Jonghyun, no Melon Premiere Shinee Music Spoiler
Em 14 de fevereiro, Shinee realizou o evento "Melon Premiere Shinee Music Spoiler" onde eles revelaram três canções da parte do álbum através de um medley, que teve uma vibe mais escura. Eles também cantaram duas delas, "Can't Leave" e "It's You". Eles anunciaram que não só estavam lançando seu terceiro álbum, mas que seria dividido em duas partes. A primeira parte foi lançada fisicamente em 20 de fevereiro, com o título de Chapter 1. Dream Girl – The Misconceptions of You, e a segunda parte chamada Chapter 2. Dream Girl – The Misconceptions of Me foi lançada em abril. Jonghyun disse “Chapter 2. Dream Girl – The Misconceptions of Me vai mostrar as nossas visões de mundo. Ele terá um som profundo e áspero.
"Spoiler" é uma canção que liga os dois capítulos. O membro Onew afirmou na confecção dos dois álbuns, "É o nosso primeiro álbum completo que estamos lançando depois de um bom tempo, sendo nós trabalhamos muito duro. Minho e Key trabalharam no rap, Jonghyun trabalhou nas letras, e Taemin trabalhou na coreografia". Taemin descreveu o álbum como aquele em que a individualidade de cada membro brilha através de suas vozes, "Nós nos conhecemos melhor e um monte de nossas opiniões foram para este álbum". Jonghyun em conjunto, disse, "a entrega das letras de Taemin é boa. O falsete de Minho está muito bom ultimamente. Key é bom no inglês. Sabemos os pontos fortes de cada um dos outros por isso, dividir as partes de acordo com quem pode brilhar em quê. Nós nos divertimos trabalhando no álbum". Seu companheiro de empresa Shim Changmin escreveu a canção "떠나지 못해" para o grupo, tornando esta a primeira vez que ele escreve fora de um lançamento de TVXQ.
O diretor do departamento de produção da SM Entertainment Lee Sungsoo disse que o "capítulo 2 é sobre "os meus equívocos (Shinee)", "os sonhos que eu lentamente queria para mim" e "O equívoco de ideais". Ele evoca a diferença entre realidade e dos sonhos de Shinee e tem um som profundo e escuro, completamente o oposto do capítulo 1". No evento o diretor Lee também disse que não há palavras-chave ocultas que ligam os capítulos 1 e 2, "Nós incluímos um ponto divertido onde você pode pesquisar por palavras-chave e colocá-los juntos para criar várias interpretações". Jonghyun também disse no evento que "Spoiler" é uma canção que ligar os dois capítulos", e em uma entrevista em vídeo com a Billboard, Shinee disse que os títulos das músicas para Chapter 2. Dream Girl – The Misconceptions of Me foram revelados na faixa de abertura, "Spoiler" do Capítulo 1.
Em 17 de abril de 2013 a SME anunciou que a data para o lançamento do álbum seria 29 de abril e revelou uma imagem teaser. Eles também revelaram que, infelizmente, o membro Jonghyun não estaria promovendo no início das promoções do álbum devido ao seu acidente de carro, afirmando que "Jonghyun recebeu alta do hospital na semana passada, e até que ele esteja totalmente curado, ele vai se concentrar em tratamentos".

## Lançamento
No evento "Melon Premiere Shinee Music Spoiler", Shinee revelou que a segunda parte de Dream Girl iria ser lançado em abril. Em 17 de abril de 2013 SME revelou que Shinee iria lançar o álbum, agora intitulado Chapter 2. Why So Serious? – The Misconceptions of Me, em 29 de abril de 2013. Em 18 de abril de 2013, foi anunciado que o álbum seria lançado online em 26 de abril, enquanto o álbum físico seria lançado em 29 de abril como mencionado anteriormente.

## Lista de faixas
| N.º            | Título                                        | Letras                                                             | Música                                                                           | Duração |  |
| 1.             | "Nightmare"                                   | Kim Bo Min                                                         | Hitchhiker                                                                       | 3:37    |  |
| 2.             | "Why So Serious?"                             | Kenzie                                                             | Kenzie, Kim Cheong Bae, Andrew Choi                                              | 3:40    |  |
| 3.             | "Shine" (Medusa I)                            | Misfit, Choi Minho                                                 | Teddy Riley, Red Rocket, Kim Tae Seong, Andrew Choi                              | 3:49    |  |
| 4.             | "오르골" (Orgel)                              | Jonghyun, Choi Minho                                               | Iain James Farquharson, Christoper Lee-Joe, Mikko Paavola, Philipe-Marc Anquetil | 3:26    |  |
| 5.             | "Dangerous" (Medusa II)                       | Jo Yun Kyeong, Jonghyun                                            | Teddy Riley, Red Rocket, Kim Tae Seong, Andrew Choi                              | 3:32    |  |
| 6.             | "Like a Fire"                                 | Min Yeong Jae                                                      | Thomas Troelsen, Herbert St. Clair, Crichlow                                     | 3:42    |  |
| 7.             | "Excuse Me Miss"                              | Kim Bo Min, Choi Minho                                             | Amanshia Nunoo, Dwayne Fyne, Ryan Jhun                                           | 3:42    |  |
| 8.             | "Evil"                                        | Kenzie, Fridolin Nordsoe Schjoldan, Frederik Tao Nordsoe Schjoldan | Kenzie, Fridolin Nordsoe Schjoldan, Frederik Tao Nordsoe Schjoldan               | 3:27    |  |
| 9.             | "떠나지 못해 (Can't Leave)" (Sleepless Night) | Shim Changmin, Choi Minho                                          | Im Kwang Ok, Matthew Tishler                                                     | 4:41    |  |
| Duração total: | Duração total:                                | Duração total:                                                     | Duração total:                                                                   | 33:36   |  |

| The Misconceptions of Us Repackage |                                               |                                                                    |                                                                                  |         |  |
| N.º                                | Título                                        | Letras                                                             | Música                                                                           | Duração |  |
| 1.                                 | "Nightmare"                                   | Kim Bo Min                                                         | Hitchhiker                                                                       | 3:37    |  |
| 2.                                 | "Why So Serious?"                             | Kenzie                                                             | Kenzie, Kim Cheong Bae, Andrew Choi                                              | 3:40    |  |
| 3.                                 | "Shine" (Medusa I)                            | Misfit, Choi Minho                                                 | Teddy Riley, Red Rocket, Kim Tae Seong, Andrew Choi                              | 3:49    |  |
| 4.                                 | "오르골" (Orgel)                              | Jonghyun, Choi Minho                                               | Iain James Farquharson, Christoper Lee-Joe, Mikko Paavola, Philipe-Marc Anquetil | 3:26    |  |
| 5.                                 | "Dangerous" (Medusa II)                       | Jo Yun Kyeong, Jonghyun                                            | Teddy Riley, Red Rocket, Kim Tae Seong, Andrew Choi                              | 3:32    |  |
| 6.                                 | "Like a Fire"                                 | Min Yeong Jae                                                      | Thomas Troelsen, Herbert St. Clair, Crichlow                                     | 3:42    |  |
| 7.                                 | "Excuse Me Miss"                              | Kim Bo Min, Choi Minho                                             | Amanshia Nunoo, Dwayne Fyne, Ryan Jhun                                           | 3:42    |  |
| 8.                                 | "Evil"                                        | Kenzie, Fridolin Nordsoe Schjoldan, Frederik Tao Nordsoe Schjoldan | Kenzie, Fridolin Nordsoe Schjoldan, Frederik Tao Nordsoe Schjoldan               | 3:27    |  |
| 9.                                 | "떠나지 못해 (Can't Leave)" (Sleepless Night) | Shim Changmin, Choi Minho                                          | Im Kwang Ok, Matthew Tishler                                                     | 4:41    |  |
| 10.                                | "Better Off" (버리고 가 (Leave Me And Go))    | Jonghyun                                                           | Bardur Haberg, Jenson David Aubrey Vaughan                                       | 4:00    |  |
| Duração total:                     | Duração total:                                | Duração total:                                                     | Duração total:                                                                   | 37:36   |  |

## Histórico de lançamento
| País          | Data                | Formato          |
| ------------- | ------------------- | ---------------- |
| Coreia do Sul | 26 de abril de 2013 | Download digital |
| Coreia do Sul | 29 de abril de 2013 | CD               |

## Desempenho nas paradas
| País           | Gráfico                        | Posição |
| -------------- | ------------------------------ | ------- |
| Coreia do Sul  | Gaon Weekly album chart        | 1       |
| Coreia do Sul  | Gaon Monthly album chart       | 1       |
| Coreia do Sul  | Hanteo Real Time Chart         | 1       |
| Coreia do Sul  | Hanteo Daily Chart             | 1       |
| Coreia do Sul  | Hanteo Weekly Chart            | 1       |
| Coreia do Sul  | Hanteo Monthly Chart           | 1       |
| Japão          | Oricon Albums Chart            | 8       |
| Taiwan         | G-Music Asia Chart             | 1       |
| Taiwan         | G-Music Combo Chart            | 6       |
| Taiwan         | FIVE MUSIC                     | 1       |
| Taiwan         | Hit FM’s Asia Chart            | 1       |
| Hong Kong      | KKBOX K-Pop Daily Album Charts | 11      |
| Estados Unidos | Billboard World Albums         | 1       |
| Estados Unidos | Billboard Heatseekers          | 5       |

| "Why So Serious?" | 15 | 16 |

## Vendas e certificações
| Parada              | Quantidade |
| ------------------- | ---------- |
| Gaon physical sales | 132,337+   |
| Oricon              | 23,604+    |